# Керол Барбі
Керол Деніз Барбі (англ. Carol Denise Barbee, нар. 22 травня 1959; Конкорд, штат Північна Кароліна) — американська акторка, сценаристка і продюсерка.

## Біографія
Барбі закінчила Центральну кабарруську середню школу в Конкорді, штат Північна Кароліна, і університет Вейк Форест зі ступенем бакалавра в мові, зв'язку та театральному мистецтві. Здобула ступінь магістра з акторства в Університеті Каліфорнія.
Має сестру Кеті Барбі, яка проживає в місті Шарлотт, штат Північна Кароліна.
Одружена з актором Карлосом Лакамарою. У них є два сини, Лукас і Дієго.

## Кар'єра
Керол Барбі отримала свою першу роль в телесеріалі Закон Лос-Анджелеса і з'явилася в інших телевізійних шоу, таких як Військово-юридична служба, Еллен і фільмах Міцний горішок 2 й У відкритому морі.
У 2001 році Барбі написала свій перший сценарій для телесеріалу Провіденс каналу NBC, потім — Справедлива Емі (де вона також була виконавчою продюсеркою і головною сценаристкою). Виступила продюсеркою-консультанткою фантастичного телесеріалу Коли падають небеса.

## Фільмографія
| Рік        | Назва українською                 | Оригінальна назва             | Продюсер       | Сценарист |
| ---------- | --------------------------------- | ----------------------------- | -------------- | --------- |
| 2003       | Провіденс                         | Providence                    | Так            | Так       |
| 2003― 2005 | Справедлива Емі                   | Judging Amy                   | Так            | Так       |
| 2006       | Поряд з домом                     | Close to Home                 | співвиконавчий | Так       |
| 2006       |                                   | Countdown                     | співвиконавчий | Ні        |
| 2006       |                                   | Beyond Jericho                | Так            | Ні        |
| 2006― 2008 | Єрихон                            | Jericho                       | виконавчий     | Так       |
| 2008       | Місто свінгерів                   | Swingtown                     | виконавчий     | Так       |
| 2009       | Гарне життя                       | The Beautiful Life: TBL       | виконавчий     | Ні        |
| 2009― 2010 | Три річки                         | Three Rivers                  | виконавчий     | Так       |
| 2010       | Між                               | Betwixt                       | Так            | Ні        |
| 2010― 2011 | Гаваї 5.0                         | Hawaii Five-0                 | консалтинговий | Так       |
| 2012― 2013 | Контакт                           | Touch                         | виконавчий     | Так       |
| 2014       | Коли падають небеса               | Falling Skies                 | консалтинговий | Так       |
| 2015       | Розкопки                          | Dig                           | консалтинговий | Так       |
| 2014― 2016 | Інструкція з розлучення для жінок | Girlfriends' Guide to Divorce | виконавчий     | Так       |
| 2016       | Нереально                         | UnREAL                        | виконавчий     | Так       |
| 2019       | Мій син Діон                      | Raising Dion                  | виконавчий     | Так       |
| 2020       | Деш і Лілі                        | Dash & Lily                   | консалтинговий | Так       |
|            |                                   | Confessions of a Sociopath    | виконавчий     | Ні        |

### Акторська діяльність
| Рік  | Назва українською         | Оригінальна назва           | Роль                                        |
| ---- | ------------------------- | --------------------------- | ------------------------------------------- |
| 1989 |                           | L.A. Law                    | Пенелопа Дунлап                             |
| 1990 |                           | Columbo: Agenda for Murder  | Діана                                       |
| 1990 | Міцний горішок 2          | Die Hard 2                  | телеведуча новин (WZDC)                     |
| 1991 | Принц із Беверлі-Гіллз    | The Fresh Prince of Bel-Air | Памела                                      |
| 1991 |                           | Reasonable Doubts           | Деббі                                       |
| 1992 |                           | Honor Thy Mother            | інспекторка з нагляду за умовно засудженими |
| 1992 |                           | Sinatra                     | Мерилін Максвелл                            |
| 1993 |                           | Blossom                     | Андреа                                      |
| 1993 |                           | Delta                       | Тесс Річардсон                              |
| 1994 | Північна сторона          | Northern Exposure           | Мередіт Свонсон №1                          |
| 1995 | Район Беверлі-Гіллз       | Beverly Hills, 90210        | Гелен                                       |
| 1996 | Еллен                     | Ellen                       | Меган                                       |
| 1997 |                           | The Apocalypse              | лейтенант Робінг                            |
| 1997 | У відкритому морі         | Out to Sea                  | бортпровідниця                              |
| 1997 | Військово-юридична служба | JAG                         | місіс Крей                                  |
| 1998 | Солдати удачі             | Soldier of Fortune, Inc.    |                                             |